# Alboquers
Alboquers és un llogaret del municipi de Sant Bartomeu del Grau (Osona) situat al sud del terme municipal entre la carretera C-25 (eix transversal) i la carretera C-62 al sud de la masia de Galliners i al nord del Pla del Pou.
El nucli el formen l'església de Sant Jaume, la rectoria, l'antiga masia o casa d'Alboquers, dues cases de nova construcció i el cementiri d'Alboquers. Figurava amb el nom "el Boquers" com a unitat de població del municipi (1989).

## Història
El primer document d'Alboquers és del 964, en una llista de les parròquies del Bisbat de Vic (s.XI). El 1357 s'hi referien com Sant Cugat d'Albochers. El 1840 Alboquers fou incorporat a Sant Bartomeu del Grau. Va ser una parròquia dependent de Santa Eulàlia de Riuprimer fins al 1878, però després d'aquesta data, com que hi havia pocs habitants, els serveis parroquials es duien a terme a Sant Bartomeu del Grau.

## Origen del nom
Sembla que l'origen del nom no és boquer, el que el relacionaria amb un carnisser. Un text del 964 ha portat els estudiosos a establir que l'origen seria Albos-quers, que significa "roques blanques", una evolució etimològica similar a Queralbs.